# Rumbek
Rumbek (in arabo رمبك‎?) è la capitale dello stato dei Laghi (Buhayrat) nel Sudan del Sud. È stata per un breve periodo anche la capitale provvisoria del Sudan del Sud (prima dell'indipendenza), prima di Juba.

È stata gravemente danneggiata durante la Seconda Guerra Civile Sudanese. Un piccolo aeroporto e alcune strade asfaltate sono in fase di costruzione dalla ditta Civicon Ltd. Le tribù Dinca di Aliab, Chic e Agar vi ci convivono assieme a quelle non-Dinca di Atout e Jurbel.

## Galleria d'immagini

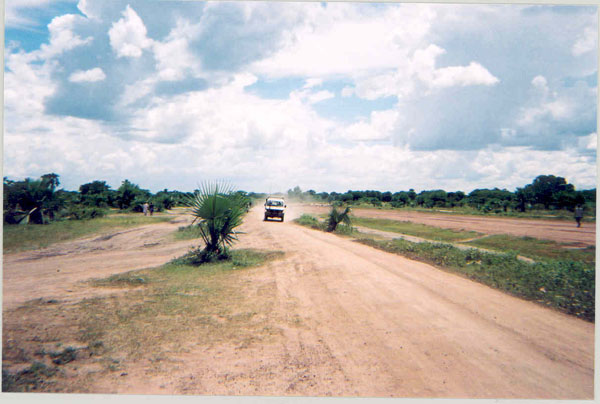
Strade a fianco al piccolo aeroporto
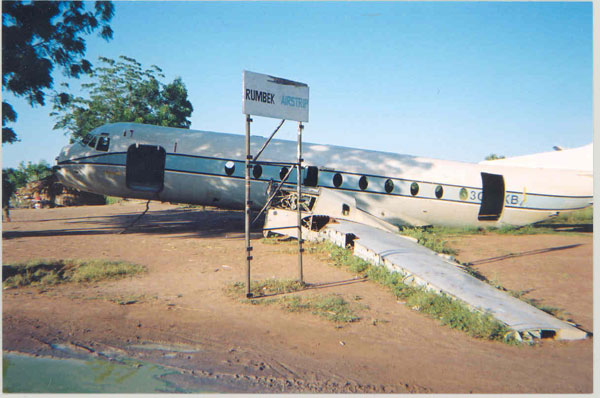
Carcassa di aeroplano di fianco all'aeroporto